# Microrégion de Novo Horizonte
 (février 2025).
Si vous disposez d'ouvrages ou d'articles de référence ou si vous connaissez des sites web de qualité traitant du thème abordé ici, merci de compléter l'article en donnant les références utiles à sa vérifiabilité et en les liant à la section « Notes et références ».
La microrégion de Novo Horizonte est l'une des huit microrégions qui subdivisent la mésorégion de São José do Rio Preto de l'État de São Paulo au Brésil.
Elle comporte 6 municipalités qui regroupaient 76 118 habitants en 2006 pour une superficie totale de 2 439 km².

## Municipalités[1]
- Irapuã
- Itajobi
- Marapoama
- Novo Horizonte
- Sales
- Urupês